# 007 慰めの報酬 (ゲーム)
『007 慰めの報酬』（ダブルオーセブン なぐさめのほうしゅう、Quantum of Solace）は007を題材にしたゲーム作品。2008年（日本では2009年3月26日）に発売された。開発元は、PlayStation 2版がEurocom、それ以外のPlayStation 3、Xbox 360、Wii、Windows版はTreyarchである。

## 概要
主人公のジェームズ・ボンド（ダニエル・クレイグ）の視点となり自分で操作する。映画『007 カジノ・ロワイヤル』と『007 慰めの報酬』がゲームの舞台。海外ではPlayStation 2版では最高の評価を得ているが、Wii版では最低の評価を得ている。武器名は略称か映画の名をとって名づけられている。なお、PlayStation 2版はTPS（三人称視点）だがそれ以外はFPS（一人称視点）でプレイする。さらに、PlayStation 2版はその以外の機種のものとは全体的なストーリーは同じだが、任務の内容や、登場する武器、操作方法、ステージの地形が大きく異なっており、プレイステーション2版では、ハイチのドックでの潜入がある代わりに、それ以外の機種の、カジノポイズン、マイアミ空港、モンテネグロ鉄道、ベニスがなくなっている。
PlayStation 3、Xbox 360、Windows版（国内未発売）は12人、Wii版は4人までのネットワーク対戦が可能。PlayStation 2版は一人でしかプレイできない。なお、PlayStation 2版はスクウェア・エニックス最後のPS2ソフトであった。

## ストーリー
「007/カジノ・ロワイヤル」
英国諜報機関MI6の00(ダブルオー)エージェントに昇格したばかりの若きジェームズ・ボンド、最初の任務が描かれる。その任務とは犯罪組織の資金源の調査とその根絶。
調査を進めるうちに、テロリストを顧客とする国際的金融業者であるル・シッフルという男が浮上する。ル・シッフルの思惑を阻止するため、英国財務省の派遣した調査員ヴェスパーと協力し、モンテネグロのカジノで開催されるカードゲームに参加するのだが……。
「007/慰めの報酬」
「カジノ・ロワイヤル」の直後から始まる新たな任務。ジェームズ・ボンドはミスター・ホワイトを追及するうちに、その裏に潜む予想もしなかった複雑かつ危険な悪の組織の存在を知る。
その捜査を進めるうちに、美しく、気性の激しいカミーユと出会うことになる。
彼女を通し、謎の組織の幹部で非情なビジネスマン、ドミニク・グリーンに接近するが……。

## 登場キャラクター

### 主要キャラクター
ジェームズ・ボンド(007)
声 - ダニエル・クレイグ / 吹替 - 小杉十郎太
MI6の"00"エージェント。犯罪組織クァンタムを追う。
カミーユ・モンテス・リベラ
声 - オルガ・キュリレンコ / 吹替 - 佐古真弓
ボリビア諜報部の元エージェント。家族をメドラーノ将軍に殺され、復讐に燃える。
ヴェスパー・リンド
声 - エヴァ・グリーン / 吹替 - 岡寛恵
英国財務相の資金係。ボンドが愛した女性。
ル・シッフル
声 - マッツ・ミケルセン / 吹替 - 中多和宏
犯罪組織クァンタムの会計係。モンテネグロで"カジノロワイヤル"を開く。
ドミニク・グリーン
声 - マチュー・アマルリック / 吹替 - 家中宏
犯罪組織クァンタムの幹部。ボリビアの水資源を独占しようとする。
M
声 - ジュディ・デンチ / 吹替 - 此島愛子
MI6の局長。はじめはボンドのやり方に疑問を抱くも、段々と信頼していく。
ミスター・ホワイト
声 ‐ エン・ライテル / 吹替 - 伴藤武
犯罪組織クァンタムのトップ。ヴェスパーを裏で操る。
ビル・タナー
声 - ニック・ジェイムソン / 吹替 - 大西健晴
MI6の幕僚主任。オペレーターとしてボンドを支援する。

### 『007 カジノ・ロワイヤル』のキャラクター
カーター
声 - ジョセフ・ミルソン / 吹替 - ？
MI6のマダガスカル派遣員。彼のミスによりモロカに逃げられる。
アレックス・ディミトリオス
声 - フランチェスコ・クイン
武器仲買人。ル・シッフルの旅客機爆破計画の手助けをする。
スティーヴン・オバンノ
声 - グレッグ・イーグルス
ウガンダゲリラのボス。ル・シッフルに多額の金を預けている。
モロカ　
声 - アイク・アマディ
マダガスカルに潜伏していた爆弾密造人。
カルロス
声 - なし
ディミタリオスの指示によりマイアミ空港のスカイフリート社の旅客機に爆弾を仕掛けようとする。
アドルフ・ゲットラー
声 - カイ・ウルフ
クアンタムのメンバー。片方がサングラスの眼鏡をかけている。
クラット
モデル - クレーメンス・シック
ル・シッフルの側近。
ジョン・ブリス
モデル - マーク・フォースター（映画「007/慰めの報酬」の監督）
麻薬密売を行うマフィアのボス。映画本編では名前のみ出てくるが、ゲームオリジナルキャラクター。

### 『007 慰めの報酬』のキャラクター
メドラーノ将軍
声 - アレックス・フェルナンデス
ボリビアの元独裁者。カミーユの家族の仇。
ミッチェル
声 - フレッド・タタショア
Mのボディーガード。本当は犯罪組織クァンタムの一味
ガイ・ヘインズ
声 - アダム・ゴドリー
英国首相付特別特使。犯罪組織クァンタムのメンバー。

## ステージ
- ホワイト邸
- イタリア・シエナ
- ハイチのドック(PS2版のみ)
- オーストリア・ブレゲンツ・オペラハウス
- ボリビア・地下穴
- マダガスカル・スラム街
- マダガスカル・建設現場
- マイアミ科学センター外部
- マイアミ科学センター内部
- マイアミ国際空港
- モンテネグロ鉄道
- モンテネグロ・カジノロワイアル
- カジノポイズン
- 貨物船
- イタリア・ベニス
- ボリビア・エコホテル

## 主題歌
映画版と違い「When Nobody Loves You」という曲である。

## 映画との相違点
- ボンドが愛用している拳銃は映画版ではワルサーPPKに戻っているのに対し、ゲーム版はP99のままである。
- 映画ではホワイト邸と地下穴、スラム街、マイアミ空港、モンテネグロ鉄道、貨物船での戦闘のシーンが無く、科学センター外部という場所のシーンが一切ない。またゲームでは科学センター内部で激しい銃撃戦をするが、映画ではディミトリオスとの少々の格闘で終わっている。映画でのスラム街とマイアミ空港はどちらかと言うと、戦闘よりも追跡に近い。
- モンテネグロ鉄道のステージでは、ジョン・ブリスというマフィアで映画未登場のキャラクターが登場する。
- オペラハウスで、ボンドは「今日は休館日だ」と言っているが、映画ではオペラを上演している。
- ゲームでは科学センター外部と内部に客が一人もいないが、映画では展覧会をしていたため、かなりの量の客でにぎわっている（PlayStation 2版では、今日は閉館したということになっている）。
- ベニスでゲットラーを倒す場所、状況が異なる。ただし、武器は同じ。
- 映画ではハイチのドックで潜入は行っていない。
- 服装やその他の仕様がところどころ違う。